# سیارک ۴۱۰۱
سیارک ۴۱۰۱ (به انگلیسی: 4101 Ruikou، نامگذاری:1988CE) چهار هزار و صد و یکمین سیارک کشف شده‌است که در ۸ فوریه ۱۹۸۸ کشف شد.
قدر مطلق سیارک برابر ۱۲٫۴۰ است.